# Plancher-Bas
Plancher-Bas é uma comuna francesa na região administrativa de Borgonha-Franco-Condado, no departamento de Alto Sona. Estende-se por uma área de 29,12 km². Em 2010 a comuna tinha 1 970 habitantes (densidade: 67,7 hab./km²).